# MHK Dinamo Sankt Petersburg
MHK Dinamo Sankt Petersburg (ros. МХК Динамо Санкт-Петербург) – rosyjski klub hokeja na lodzie juniorów z siedzibą w Petersburgu.

## Historia
Od 2013 drużyna występuje w rozgrywkach juniorskich MHL. Zespół działa jako stowarzyszony z klubem seniorskim Dinamo Sankt Petersburg w rozgrywkach WHL.

## Szkoleniowcy
- Aleksandr Zybin (2013-2014, 2014/2015)[5]
- Jurij Gajlik (2014/2015)[6]
- Leonīds Tambijevs (2015-2016)[7]
- Nikołaj Akimow, Jewgienij Filinow (2016/2017)[8]
- Nikołaj Akimow, Siergiej Orieszkin (2017/2018)[9]
- Wiktor Bielakow, Siergiej Orieszkin (2018/2019)[10]
- Jegor Baszkatow (2019-2020)[11]
- Kiriłł Aleksiejew (2020-2021)[12]
- Siergiej Jarowoj (2021-2023)[13]
- Andriej Szefier (2023)[14][15]
- Walerij Afanasjew (2023-)[16]